# Diego Zanetti
Diego Zanetti (Invorio, 22 gennaio 1939) è un allenatore di calcio ed ex calciatore italiano, di ruolo difensore.

## Caratteristiche tecniche

### Giocatore
Era un terzino destro dalle spiccate doti offensive ma abile anche nella marcatura a uomo.

## Carriera

### Giocatore

Zanetti (a destra) in contrasto sullo juventino Menichelli nella sfida del 29 novembre 1964

Zanetti è stato uno dei giocatori-simbolo della Lazio negli anni 60. Arrivato sulla sponda biancoceleste del Tevere nella stagione 1961-1962, proveniente dal Novara, dove è cresciuto nelle giovanili (alle quali era approdato iniziando a giocare nel Gozzano), rimase in maglia laziale per i successivi otto anni indossando sempre la casacca da titolare, la numero due.
Giocatore continuo e di alto rendimento, coi colori biancocelesti vanta un bilancio di 258 presenze totali (248 in campionato e 10 in Coppa Italia) impreziosite da 2 reti. Dopo aver riconquistato la Serie A con la società capitolina, nella stagione 1968-1969 lascia Roma per trasferirsi al L.R. Vicenza, con cui colleziona le sue ultime 5 presenze nel massimo campionato.
In carriera il difensore piemontese ha totalizzato complessivamente 118 presenze e una rete (in occasione del successo esterno della Lazio sul Bari nell'annata 1963-1964) in Serie A, e 179 presenze e 3 reti in Serie B. Con la Lazio ha centrato due promozioni in massima serie (stagioni 1962-1963 e 1968-1969) e ha vinto un campionato cadetto nel 1969; è inoltre il calciatore con il maggior numero di presenze in Serie B con la maglia della Lazio, 135.

### Allenatore
Ancora piuttosto giovane ma forse logorato da dodici stagioni intense svolte in un ruolo usurante come quello del terzino, Zanetti abbandona il calcio professionistico e torna nel natio Piemonte. Qui, inizialmente, svolge il ruolo di allenatore-giocatore in Serie D con il Borgomanero, poi si dedica al lavoro di allenatore ma sempre in squadre di categoria inferiore tra cui l'Omegna e l'Arona in Serie C.

## Statistiche

### Presenze e reti nei club
| Stagione           | Squadra            | Campionato         | Campionato | Campionato | Coppe nazionali | Coppe nazionali | Coppe nazionali | Coppe continentali | Coppe continentali | Coppe continentali | Altre coppe | Altre coppe | Altre coppe | Totale | Totale |
| Stagione           | Squadra            | Comp               | Pres       | Reti       | Comp            | Pres            | Reti            | Comp               | Pres               | Reti               | Comp        | Pres        | Reti        | Pres   | Reti   |
| ------------------ | ------------------ | ------------------ | ---------- | ---------- | --------------- | --------------- | --------------- | ------------------ | ------------------ | ------------------ | ----------- | ----------- | ----------- | ------ | ------ |
| 1959-1960          | Novara             | B                  | 6          | 0          | CI              | 1               | 0               | -                  | -                  | -                  | -           | -           | -           | 7      | 0      |
| 1960-1961          | Novara             | B                  | 38         | 2          | CI              | 1               | 0               | -                  | -                  | -                  | -           | -           | -           | 39     | 2      |
| Totale Novara      | Totale Novara      | Totale Novara      | 44         | 2          |                 | 2               | 0               |                    | -                  | -                  |             | -           | -           | 46     | 2      |
| 1961-1962          | Lazio              | B                  | 35         | 0          | CI              | 3               | 0               | -                  | -                  | -                  | -           | -           | -           | 38     | 0      |
| 1962-1963          | Lazio              | B                  | 38         | 0          | CI              | 1               | 0               | -                  | -                  | -                  | -           | -           | -           | 39     | 0      |
| 1963-1964          | Lazio              | A                  | 30         | 1          | CI              | 1               | 0               | -                  | -                  | -                  | -           | -           | -           | 31     | 1      |
| 1964-1965          | Lazio              | A                  | 32         | 0          | CI              | 2               | 0               | -                  | -                  | -                  | -           | -           | -           | 34     | 0      |
| 1965-1966          | Lazio              | A                  | 34         | 0          | CI              | 1               | 0               | -                  | -                  | -                  | -           | -           | -           | 35     | 0      |
| 1966-1967          | Lazio              | A                  | 17         | 0          | CI              | 2               | 0               | -                  | -                  | -                  | -           | -           | -           | 19     | 0      |
| 1967-1968          | Lazio              | B                  | 31         | 1          | CI              | 0               | 0               | -                  | -                  | -                  | -           | -           | -           | 31     | 1      |
| 1968-1969          | Lazio              | B                  | 31         | 0          | CI              | 0               | 0               | -                  | -                  | -                  | -           | -           | -           | 31     | 0      |
| Totale Lazio       | Totale Lazio       | Totale Lazio       | 248        | 2          |                 | 10              | 0               |                    | -                  | -                  |             | -           | -           | 258    | 2      |
| 1969-1970          | L.R. Vicenza       | A                  | 5          | 0          | CI              | ?               | ?               | -                  | -                  | -                  | -           | -           | -           | 5+     | 0+     |
| 1970-1971          | Borgomanero        | D                  | ?          | ?          | -               | -               | -               | -                  | -                  | -                  | -           | -           | -           | ?      | ?      |
| 1971-1972          | Borgomanero        | D                  | ?          | ?          | -               | -               | -               | -                  | -                  | -                  | -           | -           | -           | ?      | ?      |
| Totale Borgomanero | Totale Borgomanero | Totale Borgomanero | 54         | ?          |                 | -               | -               |                    | -                  | -                  |             | -           | -           | 54     | ?      |
| Totale carriera    | Totale carriera    | Totale carriera    | 351        | 4+         |                 | 12+             | 0+              |                    | -                  | -                  |             | -           | -           | 363+   | 4+     |

## Palmarès

### Giocatore
- Campionato italiano di Serie B: 1

Lazio: 1968-1969